# Ryszard Ćwikliński
Ryszard Ćwikliński (ur. 15 stycznia 1929 w Sędzinie, zm. 29 kwietnia 2016) – polski architekt i urbanista, prezes oddziału Katowice Stowarzyszenia Architektów Polskich (1977–1980).

## Życiorys

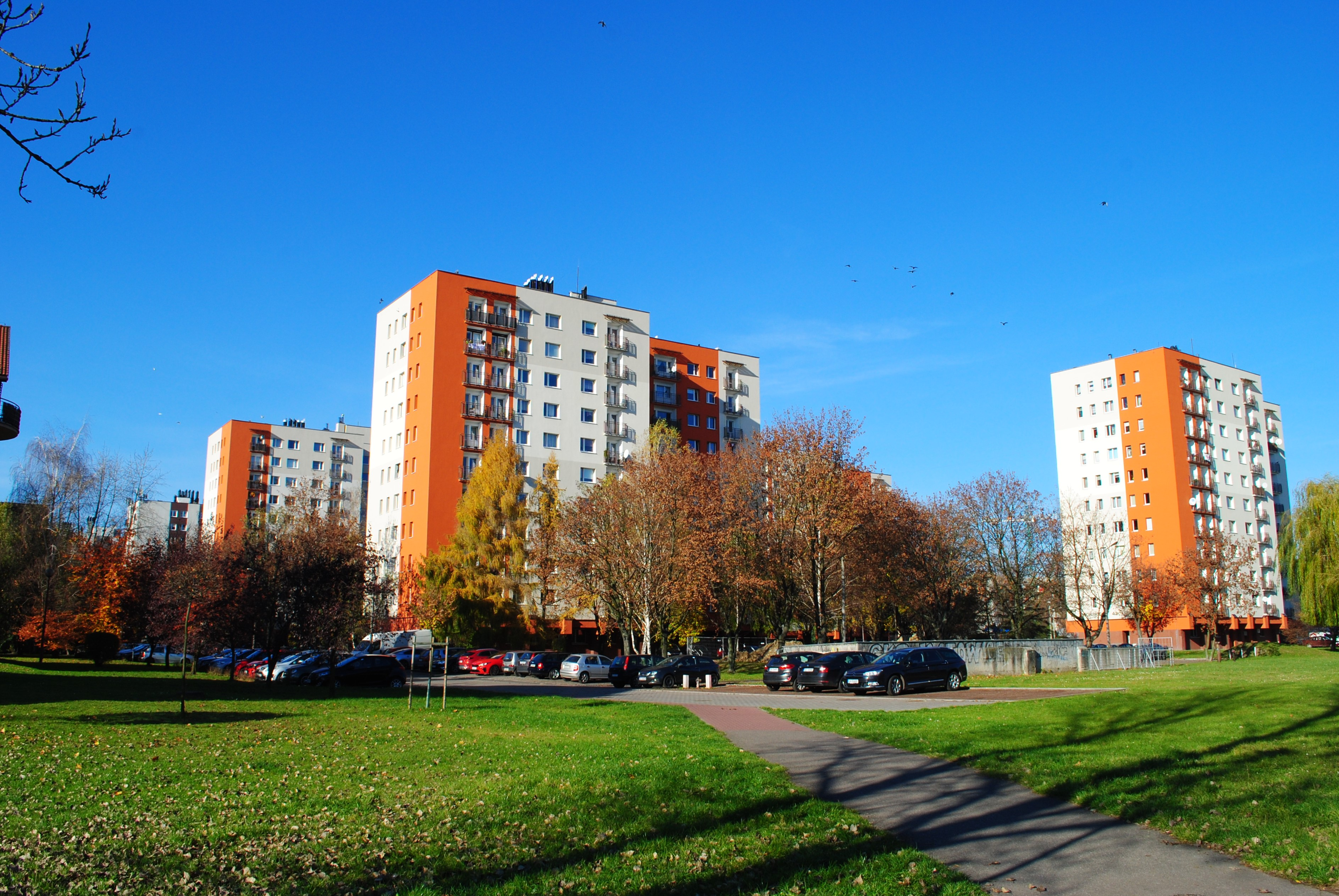
Fragment osiedla Ignacego Jana Paderewskiego w Katowicach (2020)

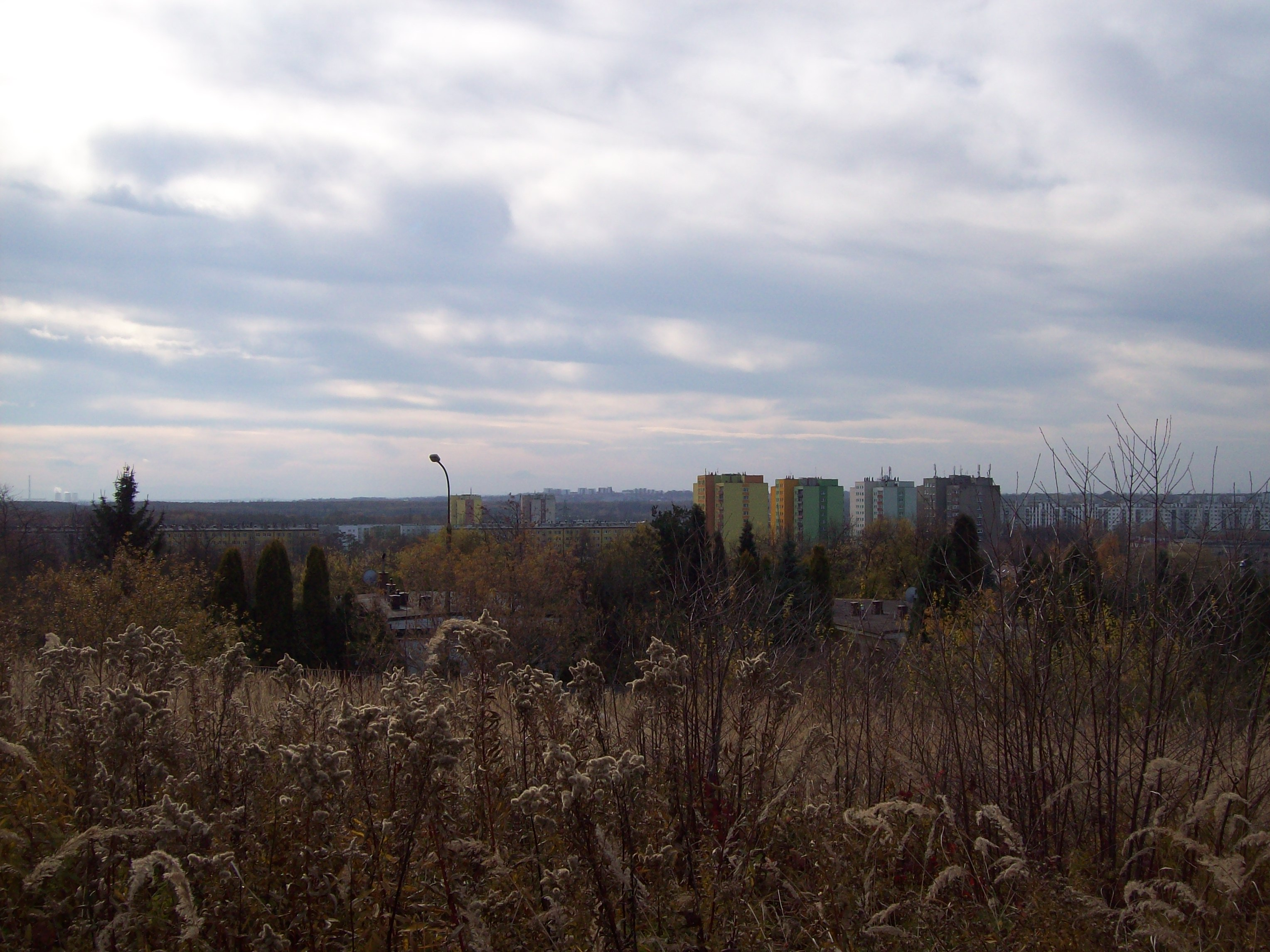
Fragment osiedla Gołonóg w Dąbrowie Górniczej (2010)

W 1951 roku ukończył studia na Wydziale Architektury Politechniki Wrocławskiej, a w 1954 roku na Wydziale Architektury Politechniki Gdańskiej. Pracował w katowickim „Miastoprojekcie” i w Wojewódzkim Biurze Projektów w Katowicach jaki projektant.
Od 1954 roku był członkiem katowickiego oddziału Stowarzyszenia Architektów Polskich. W latach 1967–1969 był jego członkiem zarządu, a w latach 1977–1980 jego prezesem. Ponadto był sędzią konkursowym oraz rzeczoznawcą SARP-u. Był także członkiem Śląskiej Okręgowej Izby Architektów RP. 
Zmarł 29 kwietnia 2016 roku. Został pochowany na Cmentarzu Komunalnym w Pile.

## Wybrane projekty
- Budynek mieszkalny przy ulicy S. Kobylińskiego 2a w Katowicach; siedmiokondygnacyjny, z 32 mieszkaniami, ukończony w 1963 roku[4][5].
- Osiedle Gołonóg w Dąbrowie Górniczej (współautorstwo)[1].
- Osiedle im. Ignacego Jana Paderewskiego w Katowicach, wspólnie z Jurandem Jareckim i Stanisławem Kwaśniewiczem; wzniesione w latach 1970–1980 dla 20 tys. osób[6].

## Nagrody i odznaczenia
- Srebrna Odznaka SARP (1972)[1]
- Złota Odznaka SARP[1]
- Medal SARP „Za osiągnięcia w dziedzinie architektury” (1976)[1]
- Złoty Krzyż Zasługi (1978)[1]